# Żałobnik płowy
Żałobnik płowy (Trichothraupis melanops) – gatunek małego ptaka z podrodziny żałobników (Tachyphoninae) w obrębie rodziny tanagrowatych (Thraupidae); jedyny przedstawiciel rodzaju Trichothraupis. Występuje w Ameryce Południowej. Nie jest zagrożony wyginięciem.

## Rozmieszczenie geograficzne
Żałobnik płowy występuje w Ameryce Południowej, zamieszkując w zależności od podgatunku:
- T. melanops griseonota – żałobnik andyjski – wąski pas wzdłuż wschodniego zbocza Andów, od północnego Peru (na południe od południowego Amazonas i San Martín) na południe do Boliwii i północno-zachodniej Argentyny (północna część prowincji Jujuy).
- T. melanops melanops – żałobnik płowy – południowo-wschodnia Brazylia (południowe Mato Grosso, południowe Goiás i południowa Bahia na południe do północnego Rio Grande do Sul) oraz sąsiadująca północno-wschodnia Argentyna i wschodni Paragwaj (na wschód od rzeki Paragwaj).

## Taksonomia
Gatunek po raz pierwszy zgodnie z zasadami nazewnictwa binominalnego opisał w 1818 roku francuski ornitolog Louis Pierre Vieillot, umieszczając go w rodzaju Muscicapa i nadając mu epitet gatunkowy melanops. Opis ukazał się w słowniku historii naturalnej. Miejsce typowe to Paragwaj. Podgatunek griseonota (jako odrębny gatunek) opisał w 2024 roku południowoamerykański zespół ornitologów (Brazylijczycy Vagner Cavarzere, Thiago Vernaschi Vieira da Costa, Rafael Sabral Marcondes i Luis Fabio Silveira, Argentyńczyk Gustavo Sebastián Cabanne oraz Kolumbijka Natalia Trujillo-Arias), umieszczając go w rodzaju Trichothraupis i nadając mu epitet gatunkowy griseonota. Miejsce typowe to Buenavista, na wysokości 450 m n.p.m., Santa Cruz, Boliwia. Jedyny przedstawiciel rodzaju Trichothraupis, który zdefiniował w 1851 roku niemiecki ornitolog Jean Cabanis w publikacji własnego autorstwa poświęconej katalogowemu spisowi ptaków zebranych przez Ferdinanda Heinego, ze zbiorów Museum Heineanum.
Birds of the World wyróżnia dwa podgatunki.

### Etymologia
- Trichothraupis: gr. θριξ thrix, τριχος trikhos ‘włosy’; rodzaj Thraupis Boie, 1826 (tangarka)[7].
- melanops: gr. μελας melas, μελανος melanos ‘czarny’; ωψ ōps, ωπος ōpos ‘twarz’[8].
- griseonota: łac. griseum ‘szary’; gr. -νωτος -nōtos ‘-tyły’, od νωτον nōton ‘tył’[9].

## Morfologia
Długość ciała 15,7–16,8 cm; masa ciała 16,2–29,5 g (T. m. griseonota – 21,75 g; T. m. melanops – 20,0–29,5 g). Pozostałe wymiary przedstawia poniższa tabelka (w mm):
| Podgatunek       | Skrzydło          | Długość ogona       | Długość dzioba        | Długość skoku           |
| ---------------- | ----------------- | ------------------- | --------------------- | ----------------------- |
| T. m. griseonota | ♀ 72,5–85 ♂ 74–89 | ♀ 67–79 ♂ 68–79     | ♀ 10,5–13,9 ♂ 9–14,9  | ♀ 17,1–22,4 ♂ 17,6–21,4 |
| T. m. melanops   | ♀ 70,5–82 ♂ 71–85 | ♀ 68–80,5 ♂ 68–82,5 | ♀ 9,2–13,1 ♂ 8,6–12,8 | ♀ 19–21,9 ♂ 19–22,4     |

## Status zagrożenia
W Czerwonej księdze gatunków zagrożonych IUCN żałobnik płowy jest klasyfikowany jako gatunek najmniejszej troski (LC, ang. Least Concern). Liczebność populacji nie została oszacowana, ale ptak ten opisywany jest jako dość pospolity, choć rozmieszczony plamowo. Trend liczebności populacji oceniany jest jako spadkowy.